# Wendelinuskapellen von Budenheim

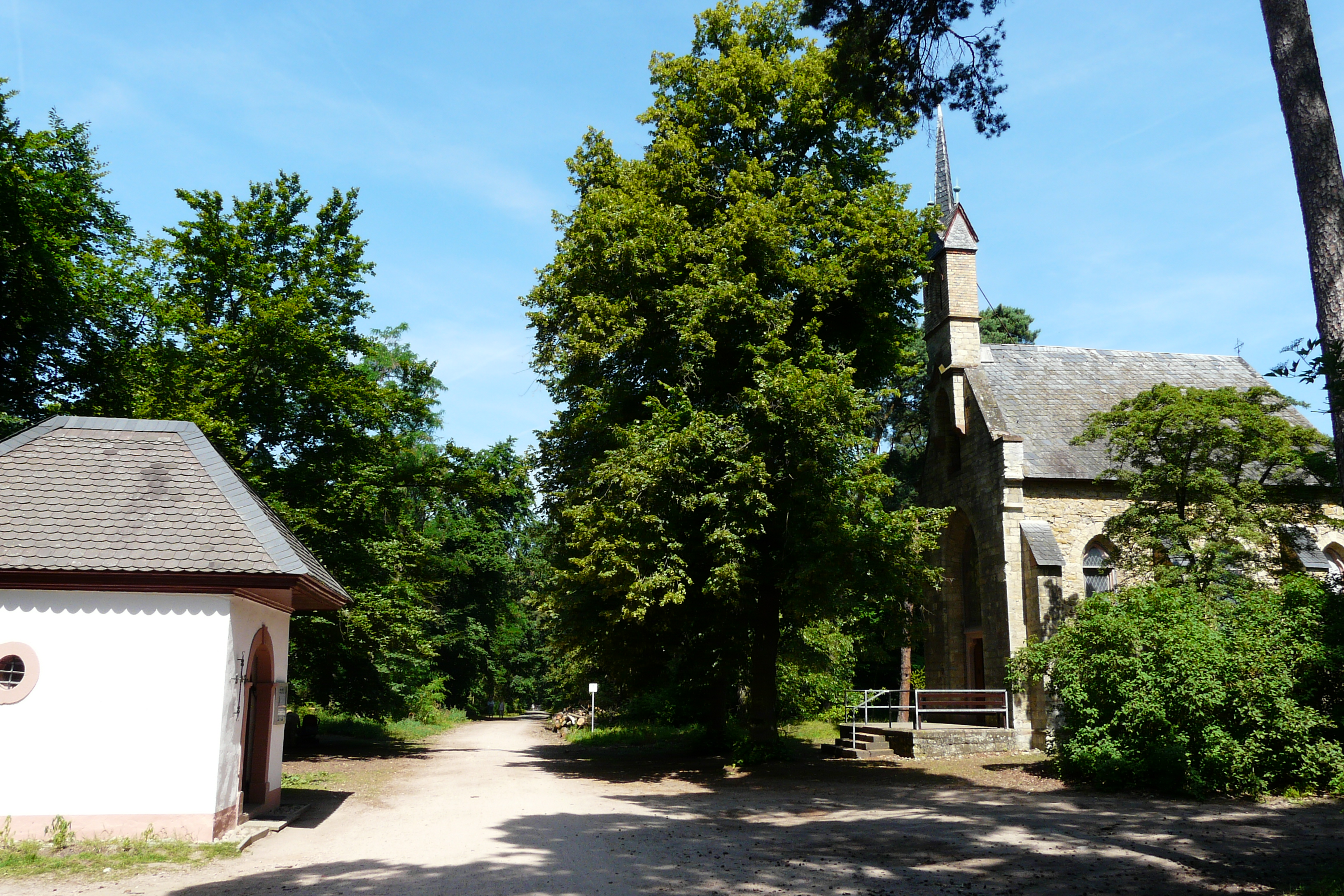
Die beiden Wendelinuskapellen im Lennebergwald bei Budenheim.

Die beiden Wendelinuskapellen von Budenheim im Landkreis Mainz-Bingen in Rheinland-Pfalz stehen im Lennebergwald unmittelbar an der Stadtgrenze zu Mainz-Gonsenheim. Die Kapellen sind dem Heiligen Wendelin geweiht und wurden 1776 und 1866 fertiggestellt.
Sie sind jeweils am dritten Sonntag im Oktober das Ziel der Budenheimer Wendelinus-Wallfahrt. In unmittelbarer Nähe der beiden Kapellen, aber bereits auf Mainzer Gebiet,  befindet sich das Wendelinusheim.

## Wendelinuskapellen

### Die Ältere von 1776

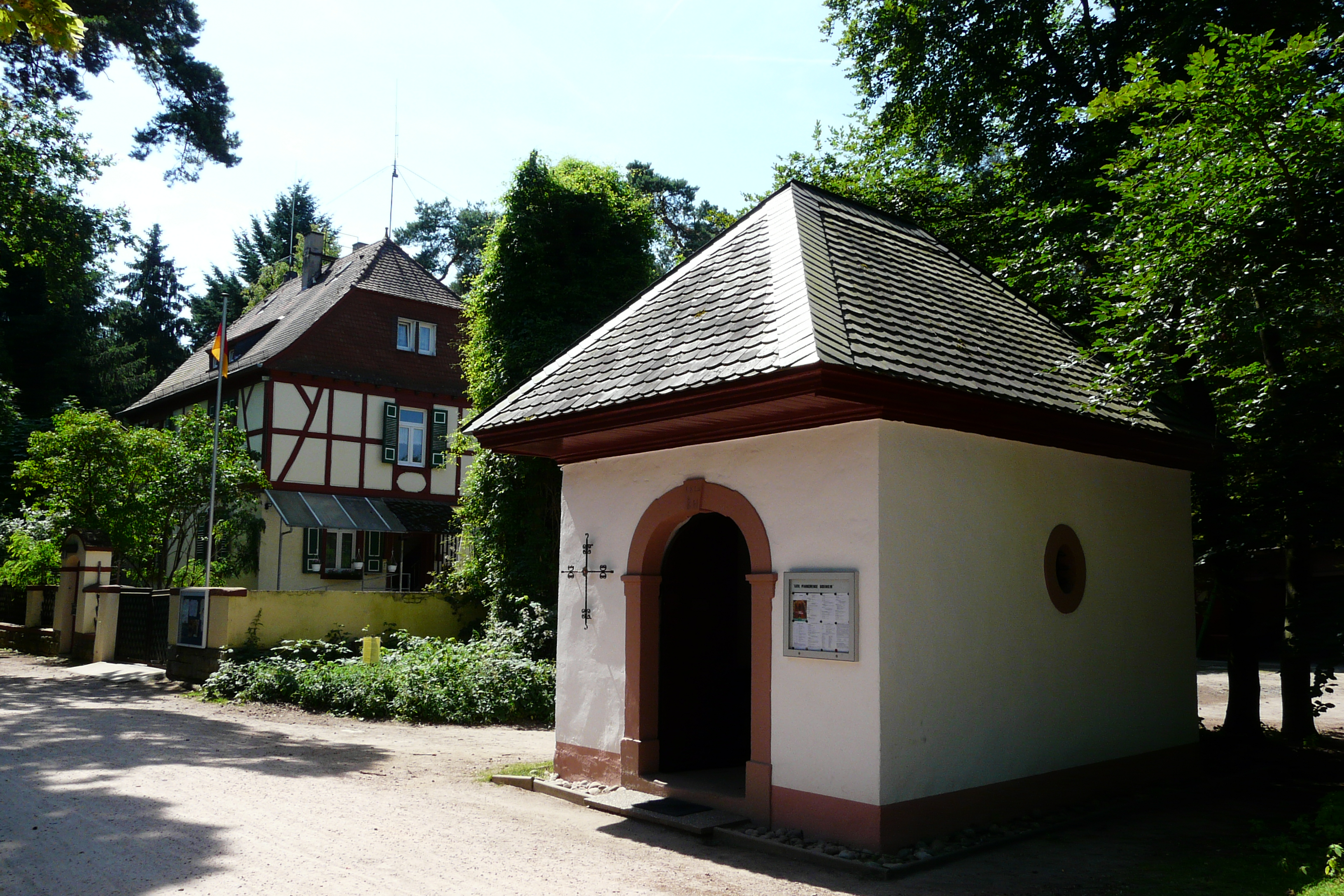
Die ältere der beiden Kapellen, im Hintergrund das Wendelinusheim
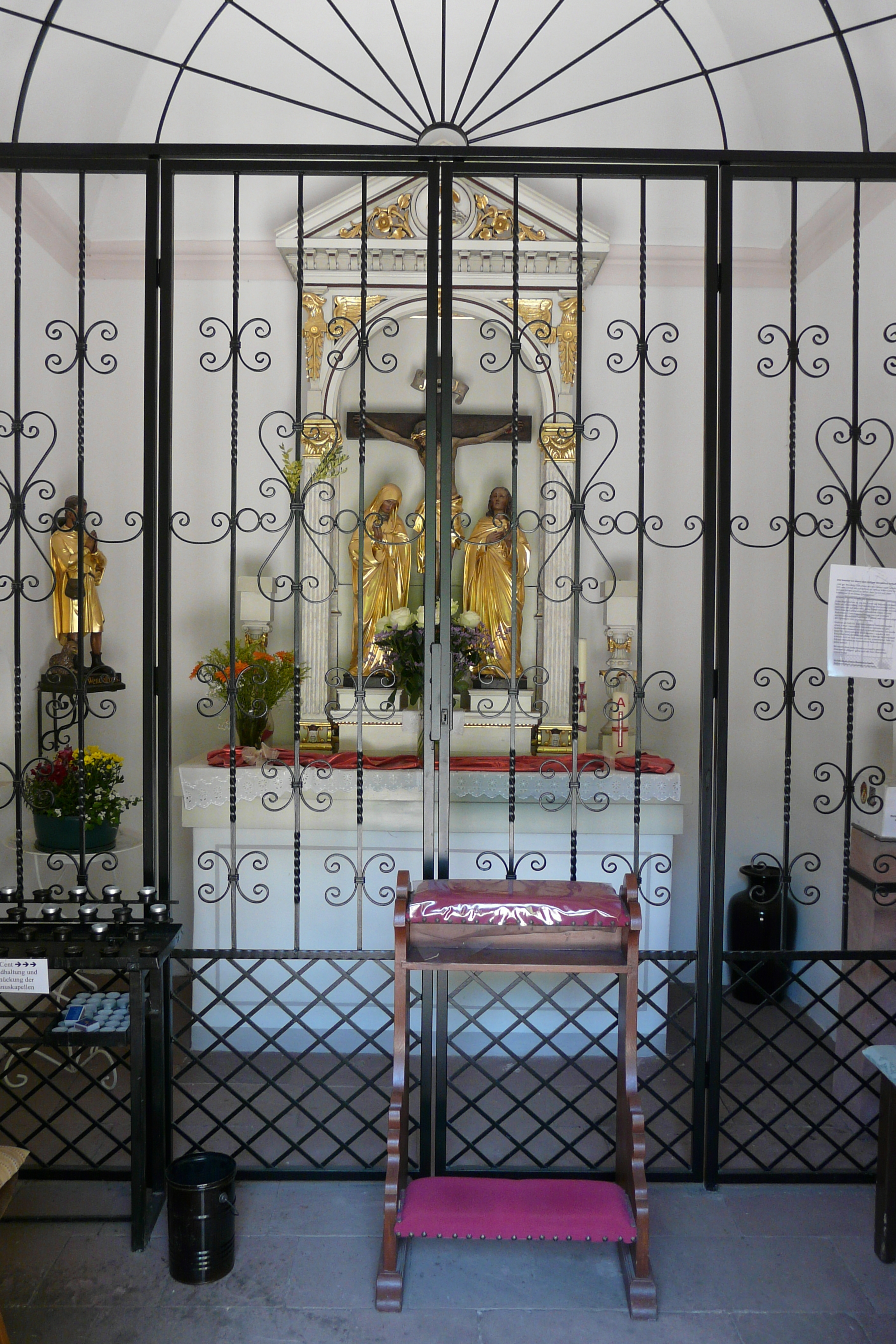
Im Inneren der älteren Kapelle.
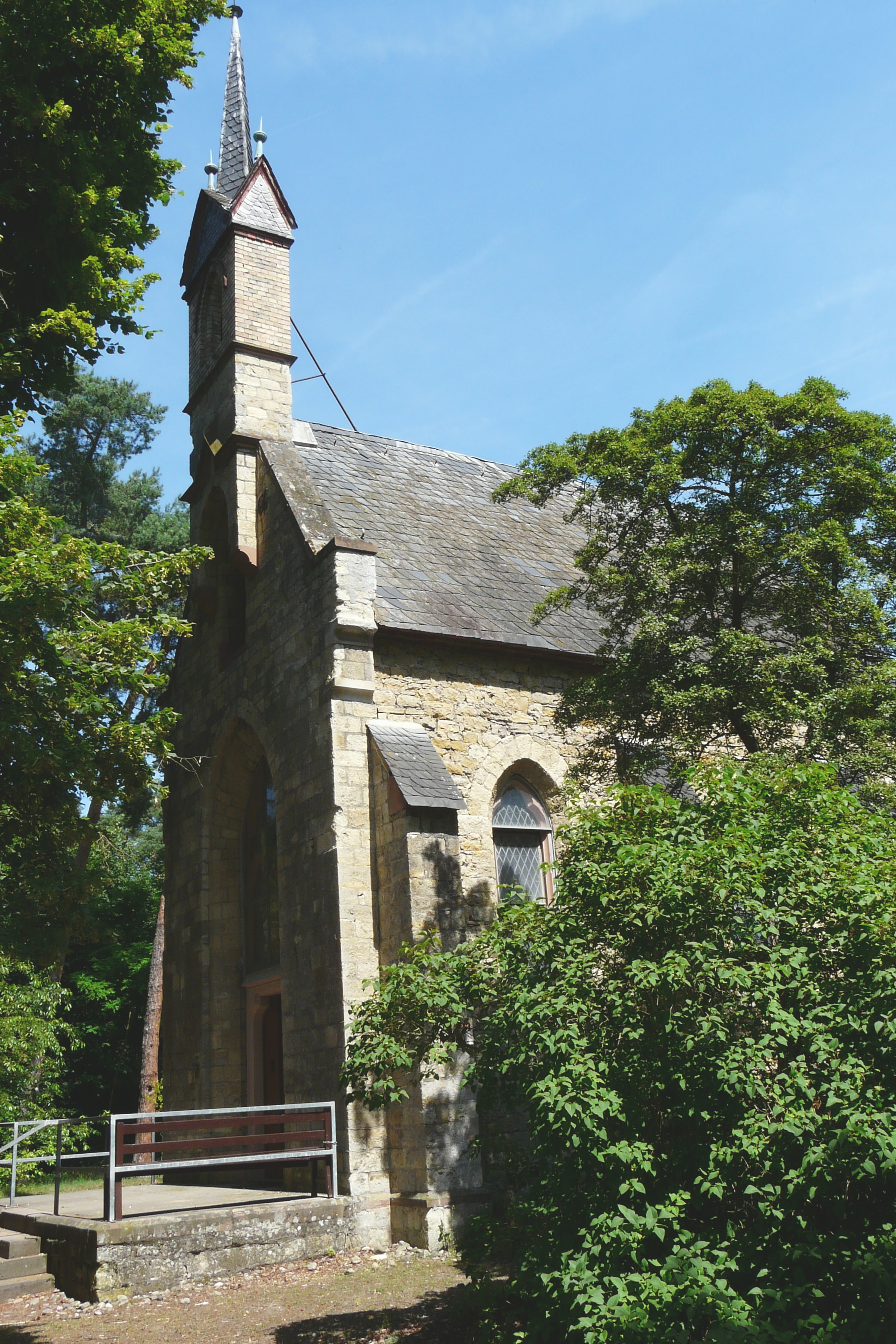
Die neuere der beiden Wendelinuskapellen
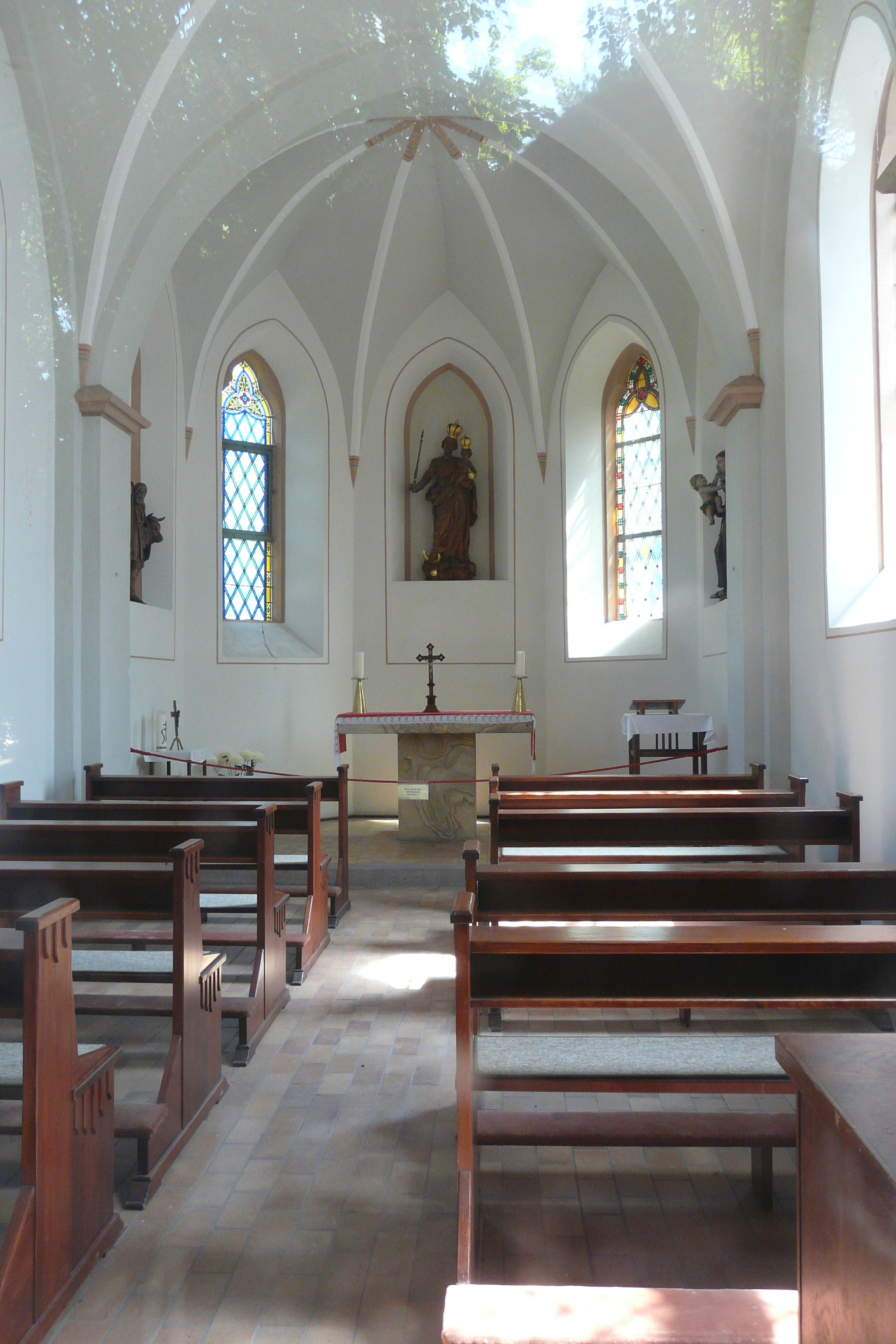
Im Inneren der neueren Kapelle.

Die kleinere und ältere der beiden Wendelinuskapellen wurde 1776 errichtet. An der gleichen Stelle hatte sich bereits zuvor eine Kapelle befunden, die ebenfalls dem Heiligen Wendelin geweiht war. Sie soll von der Budenheimer Bevölkerung wegen einer unter ihrem Vieh wütenden Maul- und Klauenseuche gestiftet worden sein, denn der Heilige gilt als Schutzpatron von Hirten und Bauern.
Bei der älteren Wendelinuskapelle handelt es sich um einen kleinen Walmdachbau, der im Stil des Spätbarock erbaut wurde. Über dem Eingang der Kapelle ist die Jahreszahl 1814 eingemeißelt, die sich aber nicht auf das Baujahr, sondern auf eine Renovierung bezieht.

### Die Neuere von 1866
Die neuere und größere der beiden Wendelinuskapelle wurde im Auftrag der Budenheimer Bürger ab 1862 schräg gegenüber der älteren Kapelle errichtet und 1866 fertiggestellt. Der Bruchsteinbau ist im neugotischen Stil gehalten und wurde vermutlich nach 1880 noch mit einem Dachreiter gekrönt.

## Wendelinusheim
In direkter Nähe der beiden Kapellen, aber schon auf Mainzer Gebiet, befindet sich das Wendelinusheim. Das Haus war jahrelang im Besitz des katholischen Jugendwerks und wurde als Jugendfreizeitheim genutzt. Heute ist es in Privatbesitz.
Das Gebäude wurde ursprünglich um 1840 als Forsthaus „Ludwigshöhe“ an anderer Stelle im Lennebergwald erbaut. Ab etwa 1880 war hier der Ausschank von Getränken erlaubt, und es entwickelte sich zu einem beliebten Ausflugslokal. 1913 erwarb Freiherr Martin Wilhelm von Waldthausen (1875–1928) das Forsthaus und den umliegenden Wald, um sein Schloss Waldthausen besser von der Außenwelt abschirmen zu können. Der Freiherr ließ das Forsthaus abreißen und neben den beiden Wendelinuskapellen wieder aufbauen. Seit 1930 gehört das Haus dem katholischen Jugendwerk des Bistums Mainz. Aufgrund von Brandschutzmängeln wurde das Wendelinusheim 2015 stillgelegt. Da das Haus einen erheblichen Sanierungsstau aufwies, dessen Beseitigung vom Träger nicht finanziert werden konnte, wurde das Haus verkauft.